# Austrália na Primeira Guerra Mundial

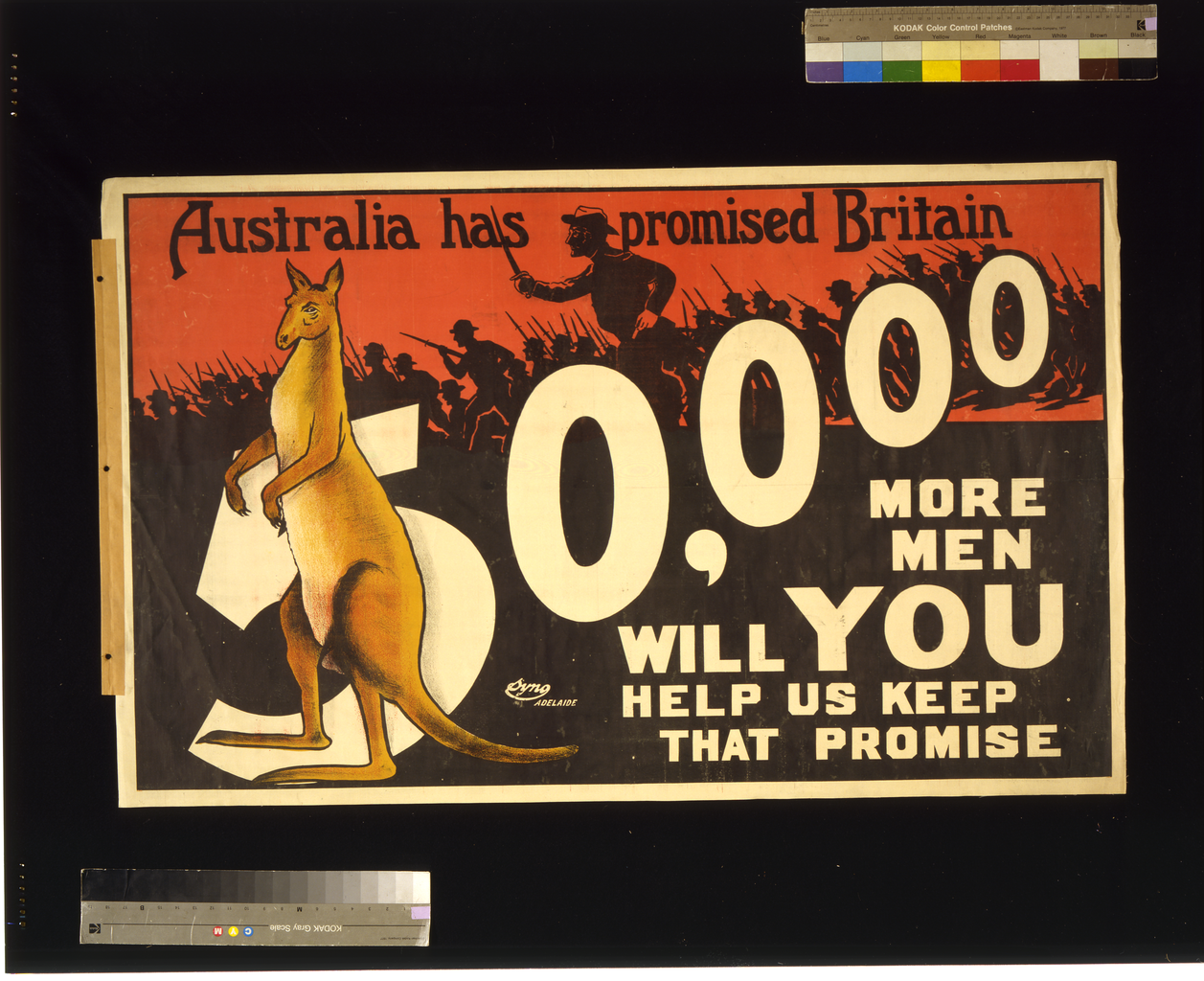
O Governo Australiano prometendo 50 000 soldados aos Britânicos durante a Campanha de Galípoli.

A Austrália, sendo parte do Império Britânico, declarou guerra ao Império Alemão em 4 de Agosto de 1914, conjuntamente ao Reino Unido, devido a invasão alemã à Bélgica. A participação australiana se deu em quase todos os teatros da guerra, tendo destaque no Desembarque em Galípoli, na Frente Ocidental e no Teatro do Pacífico.
Durante a Primeira Guerra Mundial, mais de 421 809 australianos serviram nas forças armadas, com 331 781 servindo no exterior. Mais de 60 000 australianos perderam a vida e 137 000 ficaram feridos nas diferentes frentes de batalha. Como porcentagem de forças comprometidas, isso equivalia a uma taxa de baixas de quase 65%, uma das maiores taxas de baixas entre as forças do Império Britânico. O custo financeiro da guerra para o governo australiano foi de £ 188.480.000.

## Declaração de Guerra

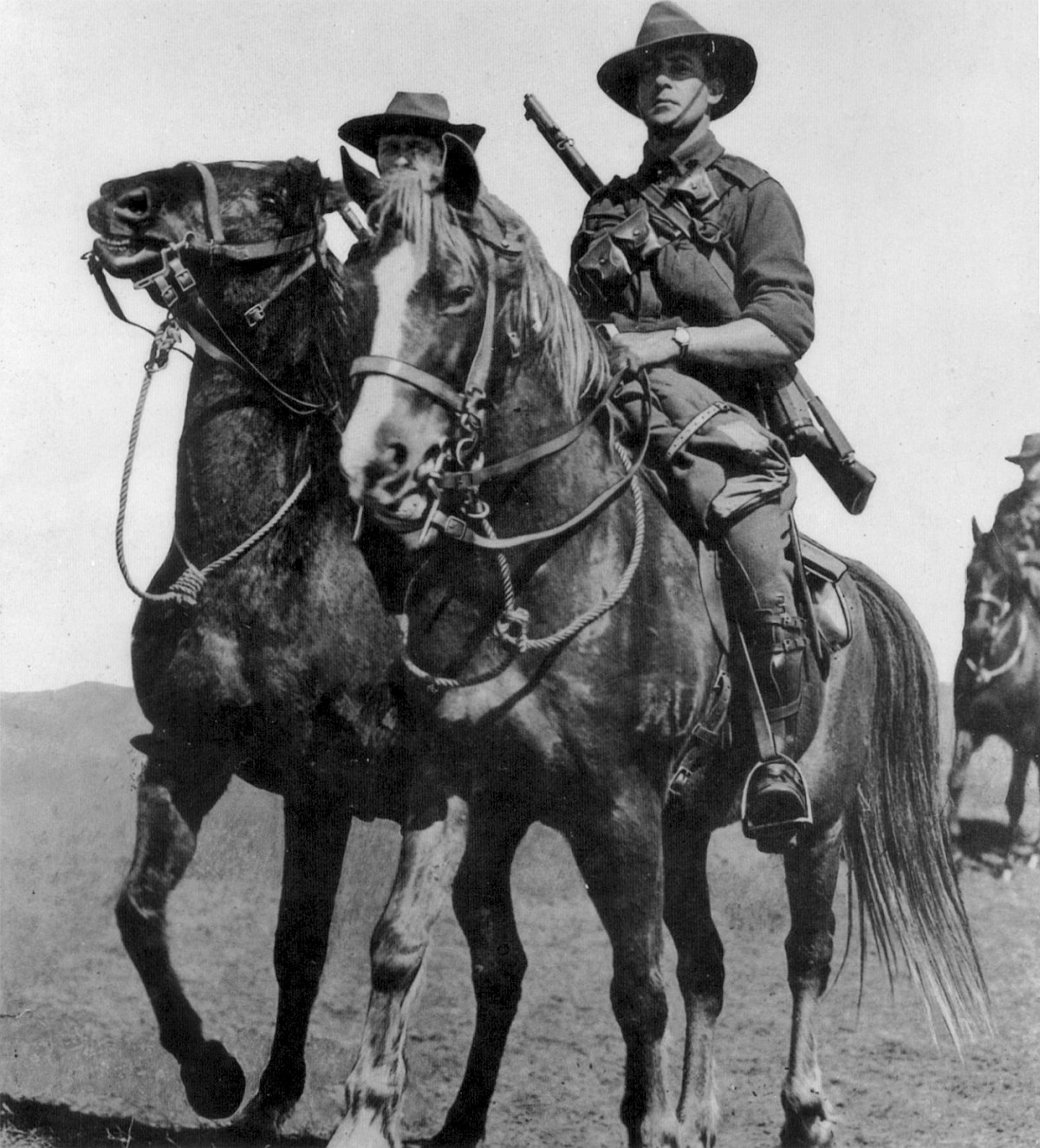
Cavaleiros leves australianos montando cavalos waler.

No dia 4 de Agosto de 1914 às 23:00 o Governo Britânico mandou um ultimato para os Alemães que dizia que se eles não para-sem com a invasão á Bélgica até a meia noite no horário alemão, eles iriam declarar guerra à Alemanha. Como eles não responderam os Britânicos declararam guerra à Alemanha.
Os britânicos e os Alemãs não tinham uma situação boa há alguns anos, principalmente quando a os alemães decidiram ter uma marinha tão forte quanto á Britânica, que com isso eles iriam ter mais colônias, pois o Império Alemão não conseguiu tantas colônias na Partilha da África.
Com a entrada do Reino Unido territórios como Canadá, Austrália, Nova Zelândia, Terra Nova, Índia Britânica ( atual Índia, Paquistão, Bangladesh, Myanmar ), Egito, Sudão e entre outros, entraram na Guerra.

## Exército Australiano
O Exército Australiano era composto de cerca 400 mil soldados, sendo que 300 mil foram mandados para atuar no exterior.

## Campanha de Galípoli

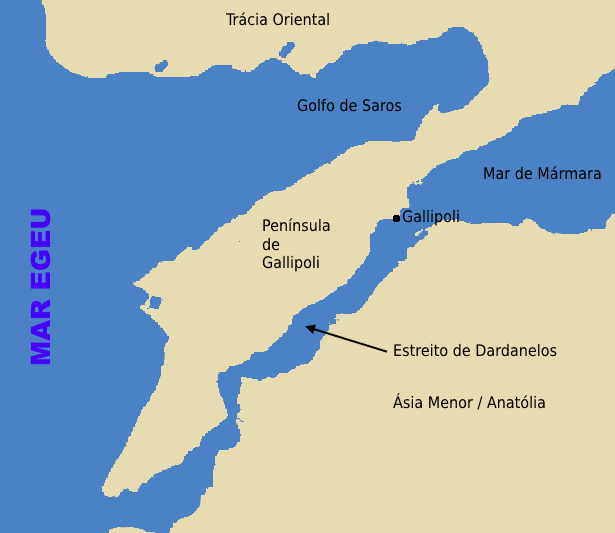
Mapa da Península de Galípoli

Após a entrada do Império Otomano na guerra, o Império Russo, que estava ocupado na Galícia e na Invasão da Polônia, ficou sem suprimentos, e a única forma de reabastecer os russos era pelo Estreitos de Dardanelos, que agora que o Império Otomano entrou na Guerra do lado dos Impérios Centrais bloqueou o estreito, como os Russos precisavam de suprimentos, os Britânicos fizeram um ataque para abrir caminho até Constantinopla, tomar a cidade e fazer os Otomanos se renderem, e com isso abrir um caminho de suprimentos até os Russos
Na madrugada de 25 de Abril de 1915 tropas Francesas, Britânicas, Neozelandeses e Australianas desembarcaram na Praias de Galípoli.
Os Australianos mandaram cerca de 50 mil soldados que se saíram muito bem. Porém a operação foi um desastre, cerca de 302 000 soldados Aliados morreram, 25 mil australianos morreram. Com a operação falhada os russos continuaram sem suprimentos.
Essas Operação diminuiu a moral do exército Australiano que não lançou mais nenhuma batalha importante durante a Guerra.
O dia de Desembarque em Galípoli 25 de Abril é comemorado na Austrália e Nova Zelândia como Dia ANZAC que é uma homenagem aos mortos durante a Guerra.

## Invasão da Nova Guiné Alemã

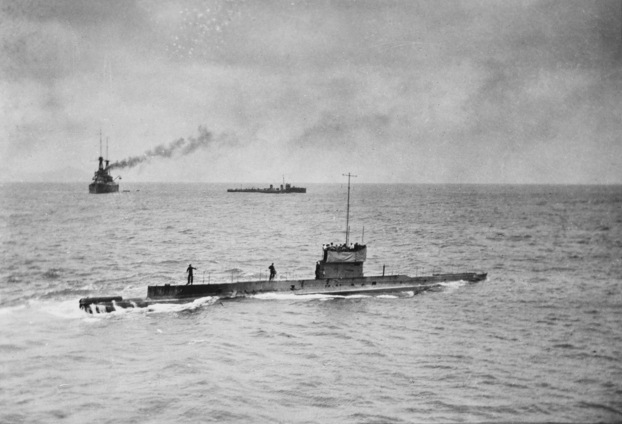
Submarino AE1 (primeiro plano) da Marinha Real Australiana, HMAS Australia (ao fundo na esquerda) e um navio de classe rio (ao fundo no centro) em ponto de encontro na Ilha Rossell antes de seguir viagem para Rabaul.

Depois da Nova Zelândia invadir a Samoa Alemã, dos Japoneses invadirem a cidade Qingdao (ou Tsingtao) (que pertenciam ao Império Alemão) e várias ilhas alemãs, os australiano invadiram a Nova Guiné Alemã como pedido dos Britânicos, essa invasão foi a primeira mobilização australiana na guerra.
Os australianos começaram a invadir a ilha da Nova Bretanha em um cerco na cidade Toma, assim os australianos dominaram rapidamente a parte Oriental da ilha; e começaram a invadir a parte Ocidental da ilha, durante a invasão ouve uma resistência alemã perto de Bita Paka, ocasionado a Batalha de Bita Paka. Com essa batalha as forças alemãs saíram da ilha da Nova Bretanha.
Logo após a invasão da ilha, o exército Australiano marchou livremente até a ilha da Nova Guiné, onde no começo não encontraram nenhuma resistência alemã, e assim a colônia se rendeu para os australianos (em exceção de um grupo liderado por Hermann Detzner que entrou na selva e ficou lá até 1919). E com isso os Alemãs perderam todos seus territórios no Pacífico, levando o Fim da Guerra no Pacífico

## Batalhas Na Frente Ocidental e no Oriente Médio
Além de sua icônica participação na Campanha de Galípoli e na Invasão da Nova Guiné Alemã, a Austrália também atuou na Frente Ocidental e no Teatro do Oriente Médio.

### Frente Ocidental
As tropas Australianas atuaram na Frente Ocidental em 1918, e em participações em 1916 e 1917, principalmente em 1916 na Importante Batalha do Somme.
Os Australianos operaram nas defesas contra a Operação Michael, e na Ofensiva do Cem dia.Suas tropas expulsaram os Alemãs da França junto com os Americanos, Britânicos, Franceses, Canadenses e outras nações
Sua maior Participação na Frente Ocidental, foi a Batalha do Monte Saint-Quentin, um assalto com objetivo de capturar o monte.
As batalhas de Participação Australiana

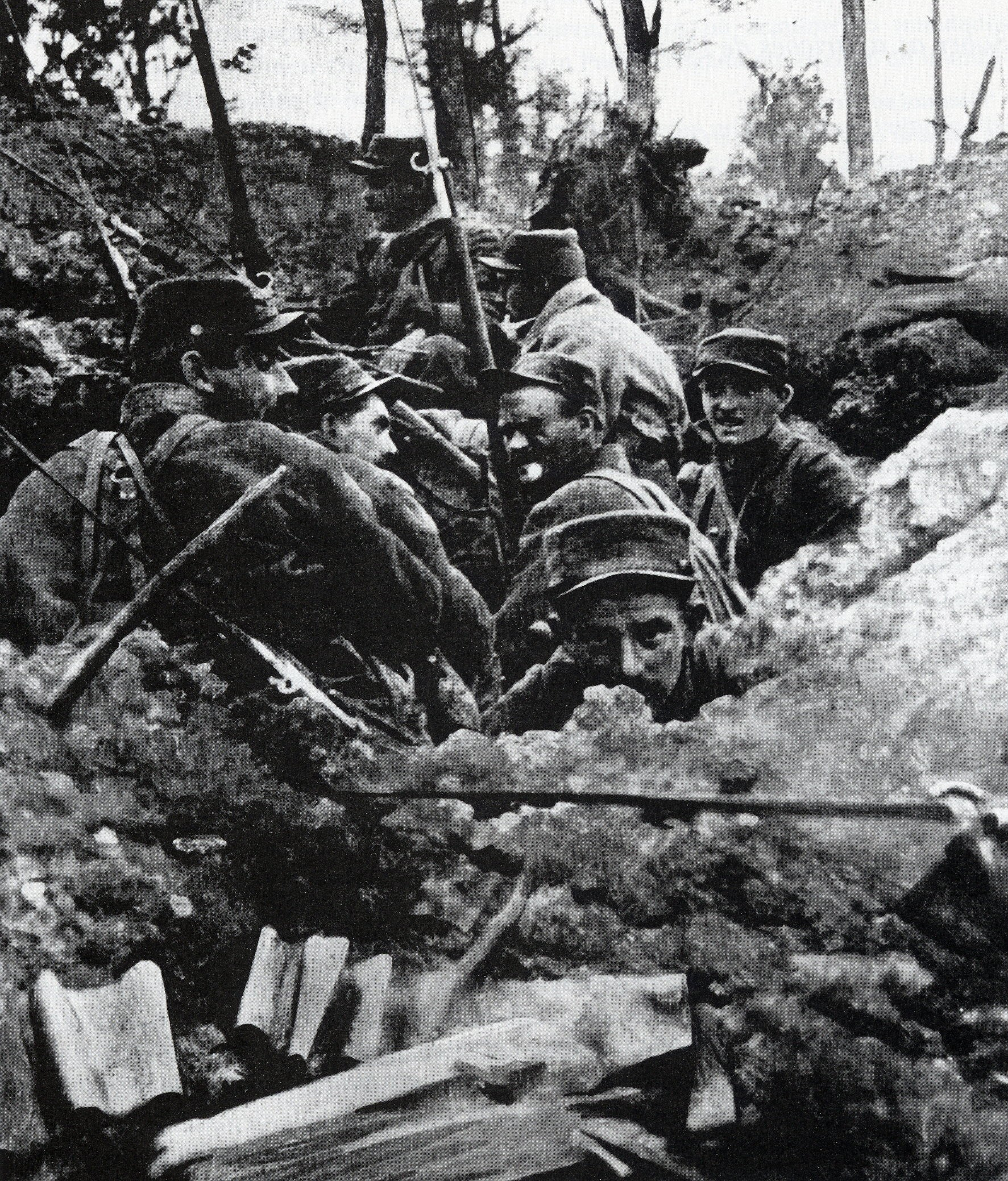
Tropas Australianas entrincheiradas em La Lys

- Batalha de Amiens

- Batalha Hamel
- Batalha do Somme
- Batalha La Lys
- Batalha do Monte Saint-Quentin
- Ofensiva dos Cem dias
- Operação Michael
- Terceira Batalha de Ypres

### Teatro do Oriente Médio
Os Australianos foram um dos principais participantes do Teatro do Oriente Médio, defendendo a Península de Sinai na Batalha de Rafa e de Romani, Iniciando a invasão do Império Otomano nas 3 batalhas de Gaza (Primeira Batalha de Gaza, Segunda batalha de Gaza e a Terceira Batalha de Gaza), Iniciando a Campanha de Galípoli, avançando até Jerusalém, e fazendo uma série de Emboscadas contra os Otomanos.
As Principais Batalhas Envolvendo os Australianos no Teatro do Oriente Médio

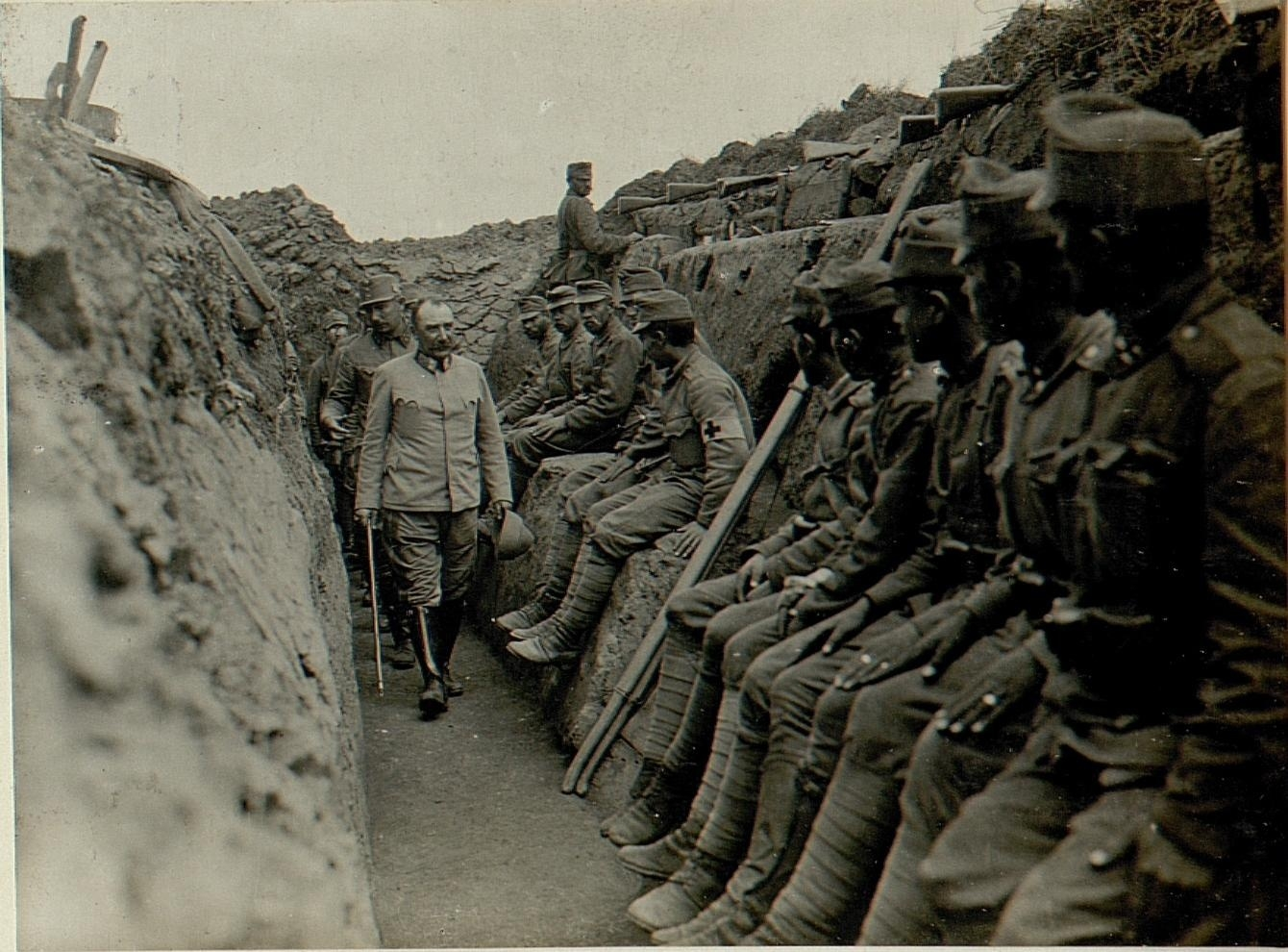
Trincheira Aliada com tropas Australianas perto de Gaza

- Batalha de Romani
- Batalha de Jerusalém
- Batalha de Bersebá
- Campanha da Mesopotâmia
- Conquista de Damasco
- Primeira Batalha de Gaza
- Segunda Batalha de Gaza
- Terceira Batalha de Gaza
- Captura de Jenin

- Batalha de Jisr Benat Yakub
- Primeira Batalha do Jordão
- Carga em Kaukab
- Carga em Kiswe
- Batalha de Megido (1918)
- Batalha de Nablus (1918)
- Batalha de Rafa
- Batalha de Samakh
- Batalha de Sarom
- Terceiro ataque transjordano
- Batalha de Tulcarém